# Igrot Kodesh
Igrot Kodesh (ebraico: אגרות קודש, lett. "Epistole Sante" ma più comunemente note come "Lettere del Rebbe") è una collezione di corrispondenze e risposte del 7º Rebbe di Lubavitch, Menachem Mendel Schneerson.
Seguono il modello delle Igrot Kodesh Maharayatz, che sono lettere scritte dal sesto Rebbe di Lubavitch, Yosef Yitzchok Schneersohn. Gli argomenti inclusi in queste lettere coprono molti campi di discussione e molte discipline umanistiche. Le materie trattate comprendono la filosofia (sia talmudica, che halakhica, o chassidica, mistica o altra), le scienze, eventi globali, consigli su problemi personali, istruzione, procedure sociali/comunitarie.